# Молдова на Универсиадах
Молдавия принимает участие в Универсиадах начиная с летней Универсиады 1995 года в Фукуоке. На зимних Универсиадах спортивная делегация Молдавии участвует начиная с Универсиады 1997 года в Муджу.
На настоящее время спортсмены Молдавии на всех Универсиадах завоевали в сумме 29 медалей, из них 5 золотых, все медали завоёваны только на летних Универсиадах.
До 1993 года спортсмены Молдавии выступали на Универсиадах в составе спортивной делегации СССР.

## Медальный зачёт
По состоянию на настоящий момент (после летней Универсиады 2021 и зимней Универсиады 2023).

### Медали на летних Универсиадах
| Универсиады    | Золото               | Серебро              | Бронза               | Всего                | Место                |
| -------------- | -------------------- | -------------------- | -------------------- | -------------------- | -------------------- |
| 1995 Фукуока   | 0                    | 0                    | 0                    | 0                    | —                    |
| 1997 Сицилия   | 0                    | 0                    | 0                    | 0                    | —                    |
| 1999 Пальма    | 0                    | 0                    | 1                    | 1                    | 41                   |
| 2001 Пекин     | 0                    | 0                    | 0                    | 0                    | —                    |
| 2003 Тэгу      | 1                    | 0                    | 0                    | 1                    | 27                   |
| 2005 Измир     | 0                    | 1                    | 0                    | 1                    | 52                   |
| 2007 Бангкок   | 0                    | 0                    | 2                    | 2                    | 62                   |
| 2009 Белград   | 1                    | 1                    | 1                    | 3                    | 36                   |
| 2011 Шэньчжэнь | 1                    | 0                    | 1                    | 2                    | 39                   |
| 2013 Казань    | 0                    | 2                    | 10                   | 12                   | 44                   |
| 2015 Кванджу   | 0                    | 0                    | 0                    | 0                    | —                    |
| 2017 Тайбэй    | 0                    | 0                    | 1                    | 1                    | 63                   |
| 2019 Неаполь   | 2                    | 0                    | 2                    | 4                    | 23                   |
| 2021 Чэнду     | 0                    | 1                    | 1                    | 2                    | 42                   |
| 2023           | Универсиада отменена | Универсиада отменена | Универсиада отменена | Универсиада отменена | Универсиада отменена |
| Всего          | 5                    | 5                    | 19                   | 29                   |                      |